# Sandhi en sanskrit
Cet article décrit les règles de sandhi propres à la langue sanskrite.

## Notion du sandhi en sanskrit
Une phrase sanskrite est composée (samhitâ) d'une suite (chandas) de mots soit invariables (par exemple adverbes) soit fléchis (par exemple noms déclinés ou verbes conjugués).  La syllabe finale de chacun de ces mots peut être phonétiquement modifiée au contact de l'initiale du mot qui la suit.  Ce contact entre la syllabe terminale d'un mot et la syllabe initiale du mot suivant est qualifié de « sandhi externe ».  Par analogie, le contact entre deux syllabes constitutives d'un seul mot (qui peut entraîner, lui aussi, diverses altérations phonétiques) est dit « sandhi interne ».  Enfin, la syllabe finale d'un mot suivi d'une pause est, dans la terminologie des grammairiens, en position de « finale absolue ».
Une description phonétique complète du phénomène abordera successivement : 
1. les altérations phonétiques en finale absolue ;
2. celles du sandhi externe ;
3. celles du sandhi interne.

Cette description passera en revue tous les phonèmes possibles en suivant l'ordre de l'alphabet sanskrit (aksharasamâmnâya).

## Altérations phonétiques en finale absolue
Le traitement phonétique en finale absolue est préparatoire au traitement en sandhi d'un mot suivi d'un autre mot dans l'énoncé d'une phrase sanskrite.
Si, devant une pause, un mot se termine par :
1. une voyelle (a â i î u û ri rî li) ou une diphtongue (e ai o au) : la prononciation maintient sans altérations cette voyelle ou cette diphtongue ;
2. plusieurs consonnes : la première consonne est seule prononcée, les suivantes tombent (par exemple ºvants se prononce ºvan, par apocope de ts) ;
3. une occlusive sourde non palatale (k t. t p) : elle se maintient inaltérée ;
4. une aspirée (kh gh t.h d.h th dh ph bh) : l'aspiration se reporte sur la consonne sonore initiale de la dernière syllabe prononcée; à défaut d'une telle sonore (g d ou b), l'aspiration se perd (par exemple ºbudh-deviendrait ºbhud- mais   ºstubh- donnerait ºstub, n'était la règle suivante) ;
5. une occlusive sonore non aspirée (g d. d b') : la prononciation assourdit ce phonème sonore (qui devient respectivement k t. t ou p) (par exemple ºbudh- se prononcera donc ºbhut, et ºstubh- deviendra ºstup) ;
6. une occlusive palatale (c ch j jh) : le point d'articulation se transporte sur la gutturale sourde (k) ou sur la rétroflexe cérébrale sourde (t.) avec report ou perte d'aspiration comme ci-dessus ;
7. une nasale (n´ ñ n. n m) : cette nasale se maintient inaltérée, sauf la nasale palatale (ñ) qui transporte son point d'articulation sur celui de la nasale rétroflexe cérebrale (n.) ;
8. la roulée (r) ou la sifflante (s) : s'amuïssent en visarga (h.).

Les altérations phonétiques décrites ci-dessus conduisent aux phonèmes suivants, les seuls effectivement entendus en finale absolue :
- toutes les voyelles et diphtongues (sauf ri rî li) ;
- les consonnes suivantes : les occlusives sourdes k t. t p, les nasales   n' n, n m, le visarga   h., et la liquide l .

## Sandhi externe
Le traitement phonétique du sandhi entre deux mots est toujours précédé du traitement phonétique du premier mot sanskrit en finale absolue.